# Utvecklande ledarskap
Utvecklande ledarskap, UL. Utvecklande ledarskap är svenska Försvarsmaktens nya ledarskapsmodell sedan 2003. Utvecklande ledarskap tillämpas sedan 2004 även inom statlig och kommunal sektor samt inom det privata näringslivet
Utvecklande ledarskap kännetecknas av att ledaren uppträder som föredöme och lyfter upp frågor om moral och etik samt agerar utifrån en synliggjord värdegrund. En utvecklande ledare utmärks även av inspiration och motivation i syfte att stimulera delaktighet och kreativitet samt av personlig omtanke som handlar om att ge stöd men också att konfrontera i ett gott syfte, både för individen och för organisationen.

## Bakgrund/vetenskaplig grund
I slutet av 1990-talet fick Försvarshögskolan i uppdrag av Försvarsmakten att kartlägga aktuella vetenskapliga publikationer om ledarskap. Vid genomgången av vetenskapliga ledarskapsteorier och modeller konstaterades att den modell som uppvisat det mest omfattande vetenskapliga stödet var den amerikanska modellen Transformational leadership, på svenska transformativt ledarskap. 
Det vetenskapliga stödet inkluderar studier där man påvisat förbättrad effektivitet inom organisationer där det fanns en hög förekomst av Transformational leadership. Denna typ av vetenskapliga resultat är förhållandevis sällsynta. Oftast handlar undersökningarna om hur man som deltagare upplevt en ledarskapsutbildning och/eller om man börjat bete sig annorlunda. Detta kan vara betydelsefullt i och för sig men det är ingen garanti för faktisk effekt på det organisatoriska resultatet.
Fortsatta egna studier, liksom internationella kontakter med forskare och praktiker, ledde fram till en egen modell som benämns Utvecklande ledarskap och som nu är Försvarsmaktens nya ledarskapsmodell.
I takt med att andra organisationer i Sverige kom i kontakt med Utvecklande ledarskap väcktes intresset av att utbilda handledare även utanför Försvarsmakten. I januari 2004 genomfördes den första utbildningen där både militära och civila handledare utbildades.
Konceptet UL ägs, förvaltas och utvecklas av Försvarshögskolan.